# Destrucció de la presa de Nova Kakhovka
|  | Aquest article es refereix a esdeveniments derivats de la Invasió russa d'Ucraïna del 2022. |

El 6 de juny de 2023, la presa de Nova Kakhovka a Ucraïna va cedir, provocant grans inundacions curs avall del riu. La presa està situada al riu Dniéper a l'óblast de Kherson. A causa de la invasió russa d'Ucraïna, la presa estava sota el control de l'exèrcit rus en el moment de l'esfondrament. Les autoritats russes i ucraïneses es van culpar mútuament de la destrucció.
El nivell d'aigua a l'embassament de la presa feia mesos que augmentava i es va situar en el seu màxim en 30 anys quan la presa va fallar.
Milers de residents van ser evacuats aigües avall, ja que les inundacions van submergir diversos pobles de zones controlades per Ucraïna i Rússia. La pèrdua d'aigua a l'embassament amenaça el subministrament d'aigua a Crimea ocupada per Rússia i a la central nuclear de Zaporíjia controlada per Rússia.
El 9 de juny, el servei sismològic de Noruega va publicar dades que apuntaven que en la matinada del dia 6 s'havia detectat un moviment tectònic d'una intensitat d'entre 1 i 2, i que van poder ubicar a la mateixa presa i fruit d'una voladura, atès que el tremolor no va seguir les pautes de progressivitat que s'observa en els casos naturals.

## Rerefons
L'incident va ser el tercer notable en la història de la presa al Dniéper. L'agost de 1941, durant la Segona Guerra Mundial a Ucraïna, l'NKVD soviètic va fer esclatar la presa del Dniéper per dificultar l'avanç alemany nazi, matant almenys 20.000 (i potser gairebé 100.000) civils ucraïnesos. L'any 1943, es va tornar a volar, aquesta vegada amb la retirada de les tropes alemanyes.
La presa de Nova Kakhovka, construïda el 1956, va ser ocupada per les forces russes el febrer de 2022, durant els primers dies de la invasió russa d'Ucraïna. Rússia va atacar la infraestructura aquell mateix any, danyant també altres preses i deixant molta població ucraïnesa sense accés a aigua corrent. Alguns exemples inclouen la destrucció de la presa del riu Oskil per les forces terrestres russes al juliol i l'atac amb míssils a la presa de Krivi Rih aquell setembre. L'octubre de 2022, el ministre d'Afers Exteriors de Moldàvia, Nicu Popescu, va dir que Ucraïna havia interceptat míssils russos dirigits a la presa del riu Dnièster. Aleshores, el president ucraïnès Zelenski va advertir dels preparatius russos per destruir la presa i culpar-ne Ucraïna, i va demanar una missió d'observació internacional a la presa per evitar una possible catàstrofe.
A finals del 2022, quan la contraofensiva de Kherson s'acostava al Dniéper, Ucraïna va acusar Rússia de planejar trencar la presa amb explosius com a represàlia. Durant la contraofensiva, les forces ucraïneses van dur a terme atacs amb HIMARS a la coberta del pont per evitar subministraments russos, i en una ocasió van danyar parcialment una de les comportes de la presa per provar si el míssil seria capaç d'obrir-lo com a «últim recurs» en cas d'ofensiva russa.
Quan les forces russes es van retirar de Kherson el novembre de 2022, van destruir la coberta del pont, danyant algunes de les comportes, ja que al pont es va utilitzar una explosió controlada.
Aleshores, els militars russos van obrir intencionadament portes addicionals, permetent que l'aigua s'escolés de l'embassament. En aquell moment, l'Administració Militar Regional de Zaporíjia en un comunicat va suggerir que un dels propòsits del drenatge de l'embassament podria haver estat inundar la zona al sud de la presa, per tal d'evitar que les forces ucraïneses travessessin el riu Dniéper. Els funcionaris van declarar que Ukrhydroenergo, la companyia hidroelèctrica més gran d'Ucraïna, creia que els ocupants russos «van obrir les comportes de l'estació per por de l'avanç dels soldats ucraïnesos». A partir de mitjans de febrer de 2023, el nivell de l'aigua va augmentar, fins que al maig va arribar a inundar les illes habitades de l'embassament i desbordar la presa.
El 30 de maig, una setmana abans de la ruptura de la presa, el govern rus va decretar que no hi hauria investigacions sobre accidents en instal·lacions industrials i hidroelèctriques a la Ucraïna ocupada "que es produïssin com a resultat d'operacions militars, sabotatge i actes de terrorisme".
L'article 56 del Protocol I dels Convenis de Ginebra prohibeix la destrucció deliberada d'«instal·lacions que contenen forces perilloses» com ara les preses.

## Destrucció
A les 02:50 hora local del matí del 6 de juny de 2023, es va produir una «explosió interna de les estructures» de la presa, segons el president ucraïnès Volodímir Zelenski. La secció del mig de la presa de 3,2 km d'amplada va ser destruïda, provocant inundacions generalitzades aigües avall. En el moment de la seva destrucció, la presa estava sota control rus i el nivell de l'aigua havia pujat a un màxim dels darrers 30 anys.
Les imatges de satèl·lit obtingudes per BBC News van indicar que l'estat de la presa s'havia deteriorat des de l'1 de juny o abans, i que la carretera que creua la presa va patir alguns danys el 2 de juny, indicant possibles problemes estructurals.

## Atribució
Es va disputar l'atribució per la destrucció de la presa.: Tanmateix, cap de les parts va proporcionar proves públiques immediates que justifiquessin les seves acusacions.

### Reclamacions de responsabilitat russa
Les autoritats ucraïneses van dir que les forces russes van destruir la presa. L'agència hidroelèctrica estatal d'Ucraïna, Ukrhydroenergo, va declarar que la presa estava «totalment destruïda» després d'una explosió des de la sala de màquines i no es va poder restaurar. Els funcionaris ucraïnesos van dir que Rússia va destruir la presa «en un moment de pànic» per frenar la contraofensiva prevista d'Ucraïna.
Ucraïna va culpar a la 205a Brigada Separada de Rifles Motoritzats de Rússia, amb seu a Nova Kakhovka, d'haver fet volar la presa. El canal Telegram de la brigada va advertir l'octubre de 2022 que la presa estava minada i es faria esclatar si les forces ucraïneses intentaven creuar el Dniéper, donant també consells a les tropes russes per mantenir-se estàlvies.
Segons l'Institut per a l'Estudi de la Guerra (ISW per les inicials en anglès), Rússia tenia un «interès més gran i més clar per inundar la riba esquerra», ja que ampliaria el Dniéper i dificultaria el possible pas ucraïnès, a costa d'inundar algunes de les seves pròpies posicions. A principis de juny, Rússia va buidar l'aigua de l'embassament per forçar els grups de reconeixement ucraïnesos a sortir de les illes aigües avall, davant de Kherson.
El ministre d'Afers Exteriors d'Ucraïna, Dmitrò Kuleba, va criticar els mitjans internacionals per presentar les atribucions d'Ucraïna i Rússia com a igualment creïbles, argumentant que això era «posar els fets i la propaganda en igualtat de condicions».

### Reclamacions de responsabilitat ucraïnesa
L'alcalde de Nova Kakhovka, nomenat per Rússia, va dir inicialment que la presa no estava danyada, però després va acusar Ucraïna. Dmitri Peskov, secretari de premsa de Vladímir Putin, va negar les acusacions de participació russa en la destrucció de la presa i va qualificar-la de sabotatge ucraïnès. Els mitjans de comunicació estatals russos van culpar al foc d'artilleria ucraïnesa amb un llançacoets múltiple Vilkha. Anteriorment, la presa subministrava el 85% de l'aigua a la Crimea controlada per Rússia a través del canal de Crimea del Nord; segons Peskov, la destrucció de la presa va ser un «intent ucraïnès calculat d'atacar el subministrament d'aigua» a Crimea.
En la seva primera reacció, el president rus Vladímir Putin va culpar Ucraïna i la va acusar d'«un acte bàrbar que ha provocat una catàstrofe ambiental i humanitària a gran escala».

## Impactes

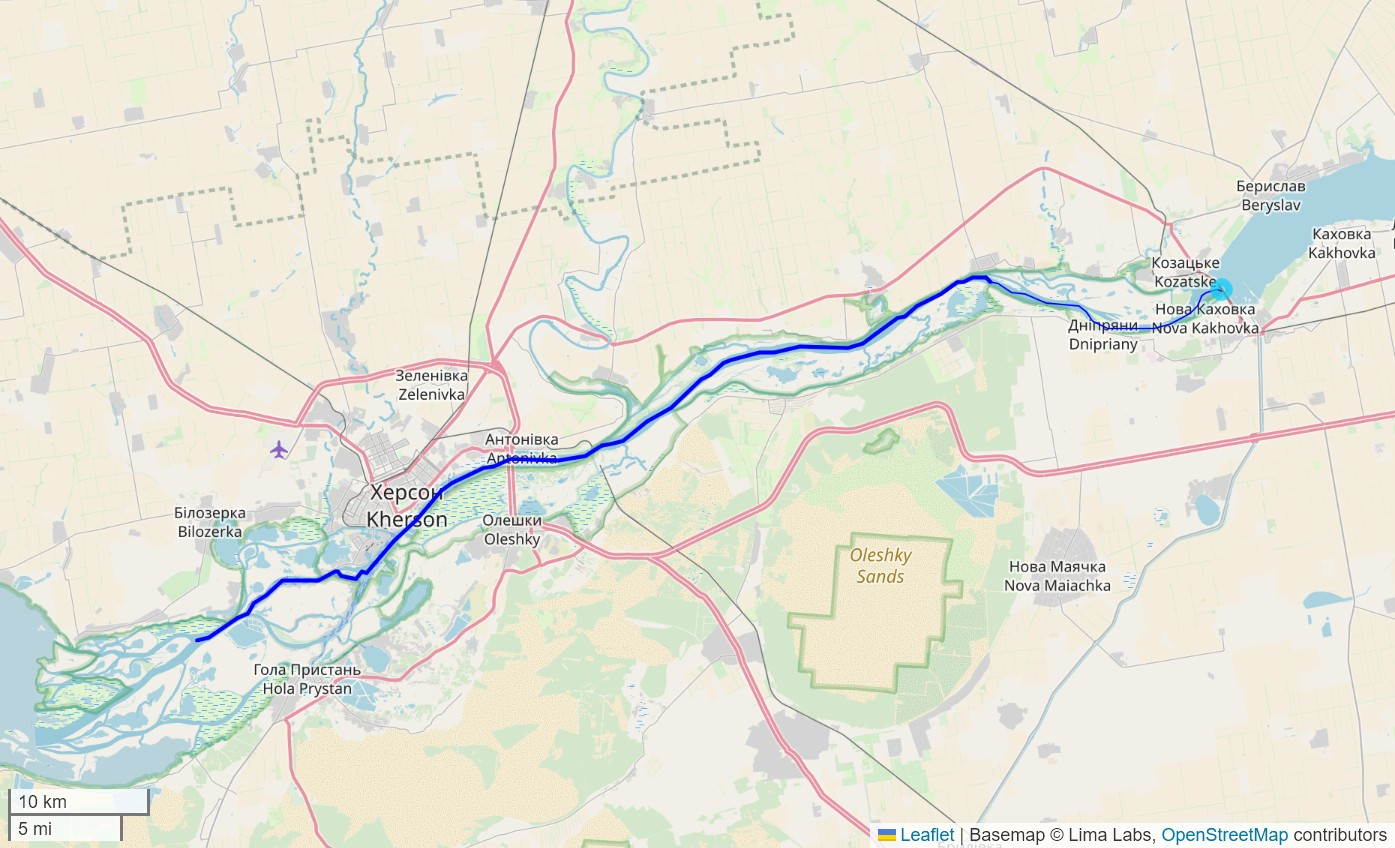
Sender principal del flux al riu Dniéper aigües avall de la presa de Nova Kakhovka.

### Inundacions i evacuacions
L'endemà de la destrucció de la presa, el fiscal general d'Ucraïna va estimar que unes 40.000 persones ubicades en terres controlades per Ucraïna i Rússia podrien ser afectades per les inundacions.
La Policia Nacional d'Ucraïna va ordenar una evacuació a la riba occidental del Dniéper controlada per Ucraïna, tant les diferents petites poblacions com els districtes de Sadove i Korabel Island de la ciutat de Kherson. El governador de l'óblast de Kherson, Oleksandr Prokudin, va dir a la televisió ucraïnesa el matí del 6 de juny que vuit pobles s'havien inundat i que s'estaven fent evacuacions amb autobús i tren per a 16.000 residents a les zones afectades.
A Nova Kakhovka, controlada per Rússia, a l'extrem oriental de la presa, 22.000 persones vivien a zones en risc d'inundació i es va informar que 600 cases s'havien inundat. Les autoritats russes van declarar l'estat d'emergència a la riba esquerra del riu.
Segons les forces terrestres ucraïneses, l'exèrcit rus va continuar bombardejant la riba dreta durant l'evacuació.
A Nova Kakhovka, controlada per Rússia, a l'extrem oriental de la presa, 22.000 persones vivien a zones amb risc d'inundació i es va informar que s'havien inundat 600 cases. Les autoritats russes van declarar l'estat d'emergència a la riba esquerra del riu. El matí del 6 de juny, Andrey Alekseienko, cap en funcions de l'administració civil i militar de Kherson instal·lada per Rússia, va informar a Telegram que catorze localitats es trobaven a la zona amb risc d'inundació a la riba del riu controlada per Rússia, així com les illes del baix Dnièper.
Segons les autoritats ucraïneses, el dia 7 de juny s'estava duent a terme l'evacuació de 17.000 persones dels territoris sota control d'Ucraïna, amb 24 localitats que havien quedat inundades.

### Contraofensiva
Les inundacions podien dificultar les operacions ucraïneses previstes a la zona i el pas a la riba esquerra del riu Dniéper. Segons alguns experts militars occidentals, Rússia es beneficiava militarment de les inundacions. No obstant això, l'antic director de la CIA, el general David Petraeus, va assegurar que no veia cap implicació per a la contraofensiva, ni cap altra implicació militar important.

### Subministrament d'aigua

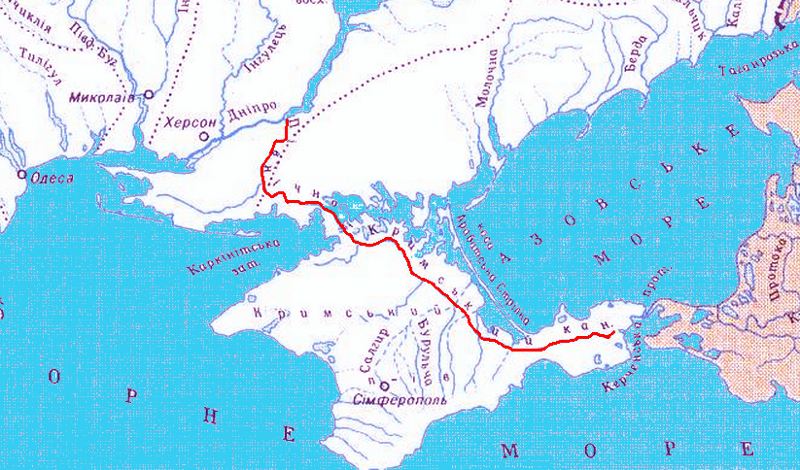
El canal de Crimea del Nord proporcionava el 85% de l'aigua dolça de Crimea.

L'aigua de l'embassament de la presa abastia el sud d'Ucraïna, la península de Crimea aigües avall i la central nuclear de Zaporíjia. Els mitjans estatals russos van informar que l'alcalde de Nova Kakhovka nomenat per Rússia va dir que hi hauria «problemes» amb el subministrament d'aigua des del canal de Crimea del Nord a Crimea a causa de la destrucció de la presa. Un nivell d'aigua de 13,2 m era el mínim necessari per portar aigua al dipòsit de refrigeració de la central nuclear de Zaporíjia. «La nostra avaluació actual és que no hi ha cap risc immediat per a la seguretat de la planta», va dir el cap de l'Agència Internacional d'Energia Atòmica, Rafael Grossi.

### Impacte ecològic

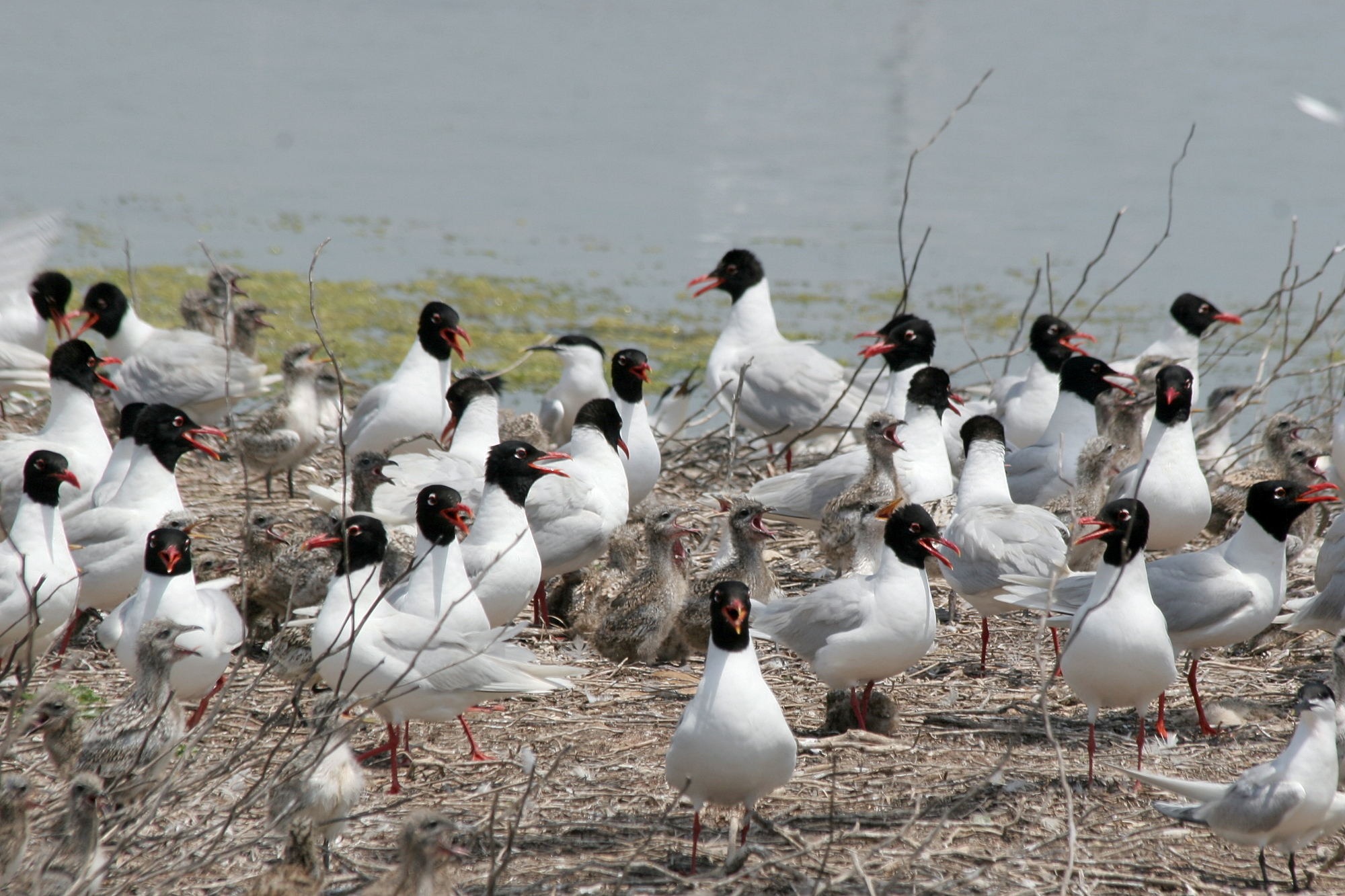
Gavines capnegres mediterrànies criant a la Reserva de la Biosfera del Mar Negre. Al voltant de la meitat de la població mundial d'aquest ocell nidifica aquí a les illes baixes i és probable que perdi la temporada de reproducció del 2023 a causa de les inundacions.

El delta del Dniéper es considera un santuari per a moltes espècies animals. El president ucraïnès Volodímir Zelenski va descriure aquesta destrucció com a ecocidi.
Després de la destrucció de la presa, 150 tones d'oli de motor de la maquinària es van vessar al riu Dniéper, segons els funcionaris ucraïnesos, que advertiren d'un risc ambiental a la part sud d'Ucraïna, amb la possibilitat afegida de noves fuites.
Segons va comunicar el Ministeri d'Agricultura d'Ucraïna, la destrucció de la presa deixaria sense aigua els sistemes de reg que proporcionen aigua a 584.000 hectàrees de terra, convertint-les en «deserts». L'any 2021 els agricultors van recol·lectar d'aquesta terra uns 4 milions de tones de grans i llavors oleaginoses, que representen al voltant del 4% de la producció de cereals i llavors oleaginoses d'Ucraïna. El 94% dels sistemes de reg a Kherson, el 74% dels de Zaporizhzhia i el 30% dels de les regions de Dnipro estaran sense aigua.

## Reaccions

### Rússia
El portaveu del Kremlin, Dmitri Peskov, va dir: «Aquest sabotatge també està relacionat amb el fet que, després d'haver llançat operacions ofensives a gran escala fa dos dies, les forces armades ucraïneses no estan aconseguint els seus objectius. El règim de Kíiv hauria d'assumir tota la responsabilitat de totes les conseqüències». El ministre de Defensa, Serguei Xoigú, va dir que Ucraïna va volar la presa per «evitar l'ofensiva russa en aquest sector del front».

### Ucraïna
El president ucraïnès Zelenski va dir: «La destrucció de la presa de la central hidroelèctrica de Kakhovka per part dels terroristes russos només confirma per a tot el món que han de ser expulsats de tots els racons de la terra ucraïnesa». Andriy Yermak, el cap de l'Oficina del President d'Ucraïna, va qualificar la destrucció de la presa d'«ecocidi». El Ministeri d'Afers Exteriors d'Ucraïna va dir: «Demanem a la comunitat internacional que condemni decididament l'atac terrorista rus a la central hidroelèctrica de Kakhovka», va demanar una sessió del Consell de Seguretat de les Nacions Unides i una reunió amb l'Agència Internacional de l'Energia Atòmica. El fiscal general d'Ucraïna va dir que investigava la destrucció com a crim de guerra.

### Comunitat internacional
El secretari general de l'OTAN, Jens Stoltenberg, va qualificar l'esdeveniment d'«indignant» i va dir que mostrava «la brutalitat de la guerra de Rússia a Ucraïna». El president del Consell Europeu, Charles Michel, va qualificar l'explosió d'una central hidroelèctrica de crim de guerra per part de Rússia. El Consell d'Europa va declarar: «Condemnem en els termes més ferms la destrucció de la presa de Nova Kakhovka a la regió de Kherson d'Ucraïna». António Guterres, secretari general de l'ONU, va dir que el col·lapse va ser «una altra conseqüència devastadora de la invasió russa d'Ucraïna», i que «els atacs contra civils i infraestructures civils crítiques s'han d'aturar».
El president turc, Recep Tayyip Erdogan, en una conversa telefònica amb Zelenski, va llançar la idea de crear una comissió internacional d'investigació sobre l'incident, amb la presència de totes les parts.
El 15 de juny del 2023, el Parlament Europeu va votar en una resolució la qualificació de crim de guerra la destrucció de la presa de Nova Kakhovka.